# كارولين أميرة الدنمارك
كارولين أميرة الدنمارك (بالدنماركية: Caroline af Danmark)‏ (28 أكتوبر 1793 - 31 مارس 1881) كانت الابنة الكبرى لفريدريك السادس ملك الدنمارك.